# Christian Meyer
Christian Meyer (n. 12 decembrie 1969, Freiburg im Breisgau, Germania) este un ciclist de performanță ce a reprezentat Germania, medaliat olimpic. A participat la o ediție a Jocurilor Olimpice (1992) în care a câștigat o medalie de aur.

## Participări
Lista de mai jos prezintă principalele competiții la care a participat Christian Meyer de-a lungul carierei.
- cycling at the 1992 Summer Olympics – men's team time trial[*]